# Norte, Hangganan ng Kasaysayan
Norte, O Fim da História (em tagalo: Norte, Hangganan ng Kasaysayan) é um filme filipino de drama de 2013, escrito e dirigido por Lav Diaz. Com duração superior a 4 horas, são explorados temas como crimes, classe e família.
Exibido na seção Un Certain Regard do festival de Cannes de 2013, assim como no Festival Internacional de Cinema de Toronto de 2013, na parte principal do 2013 New York Film Festival e na seção Masters do 2013 San Diego Asian Film Festival, o filme recebeu grande aclamação por sua história fascinante e cinematografia única. Ganhou também 4 prémios no 2014 Gawad Urian Awards, incluindo Melhor Filme e Melhor Atriz.
O longa teve lançamento limitado nas Filipinas em 11 de março de 2014 e lançamento nos cinemas brasileros em 10 de dezembro de 2015. Foi o candidato filipino para o prêmio de melhor filme estrangeiro no Oscar 2015, mas não foi indicado.

## Sinopse
As vidas de três pessoas sofrem grandes mudanças quando uma delas comete um crime.
Joaquin (Archie Alemania) enfrenta grandes dificuldades e não consegue sustentar sua família. Quando seu prestamista é assassinado, ele acaba sendo julgado culpado. Miséria e solidão o transformam na prisão.
Sozinha na família, sua esposa Eliza (Angeli Bayani) gasta todas suas forças para tentar dar um boa vida às crianças.
O verdadeiro criminoso, Fabian (Sid Lucero), continua livre. Sua desilusão com seu país — sua história de revoluções marcadas por traições e crimes impunes — o leva ao limite de sua sanidade.

## Elenco
- Sid Lucero como Fabian
- Angeli Bayani como Eliza
- Archie Alemania como Joaquin
- Angelina Kanapi como Hoda
- Soliman Cruz como Wakwak
- Hazel Orencio como Ading
- Mae Paner como Magda

## Recepção
Norte, o Fim da História foi intensamente aclamado pela crítica, com uma pontuação "fresca" de 92% no Rotten Tomatoes baseada em 26 críticas e nota média de 8 de um total de 10. O consenso lê: "Suas quatro horas de duração são inegavelmente cansativas, mas Norte, o Fim da História premia seus espectadores mais pacientes com uma experiência absorvente e visualmente bela." O filme tem uma pontuação de 81 no Metacritic baseado em 10 críticas, indicando "aclamação universal".

## Prémios e nomeações
| Ano  | Evento                                             | Categoria                                       | Recipiente                             | Resultado |
| ---- | -------------------------------------------------- | ----------------------------------------------- | -------------------------------------- | --------- |
| 2013 | Festival de Cannes                                 | Prix Un Certain Regard                          | Norte, o Fim da História               |           |
| 2013 | Cinemanila International Film Festival             | (Melhor Filme) Lino Brocka Award                | Norte, o Fim da História               |           |
| 2013 | Cinemanila International Film Festival             | Melhor Diretor                                  | Lav Diaz                               |           |
| 2013 | International Cinephile Society Awards             | Melhor Filme não lançado em 2013                | Norte, o Fim da História               |           |
| 2013 | Nuremberg International Human Rights Film Festival | Nuremberg International Human Rights Film Award | Norte, o Fim da História               |           |
| 2014 | Gawad Urian Awards                                 | Melhor Filme                                    | Norte, o Fim da História               |           |
| 2014 | Gawad Urian Awards                                 | Melhor Ator                                     | Sid Lucero                             |           |
| 2014 | Gawad Urian Awards                                 | Melhor Atriz                                    | Angeli Bayani                          |           |
| 2014 | Gawad Urian Awards                                 | Melhor Ator Coadjuvante                         | Archie Alemania                        |           |
| 2014 | Gawad Urian Awards                                 | Melhor Diretor                                  | Lav Diaz                               |           |
| 2014 | Gawad Urian Awards                                 | Melhor Roteiro                                  | Lav Diaz e Rody Vera                   |           |
| 2014 | Gawad Urian Awards                                 | Melhor Cinematografia                           | Lauro Manda                            |           |
| 2014 | Gawad Urian Awards                                 | Melhor Música                                   | Perry Dizon                            |           |
| 2014 | Gawad Urian Awards                                 | Melhor Edição                                   | Lav Diaz                               |           |
| 2014 | Gawad Urian Awards                                 | Melhor áudio                                    | Corinne de San Jose                    |           |
| 2014 | Golden Screen Awards                               | Melhor Filme (Drama)                            | Norte, the End of History              |           |
| 2014 | Golden Screen Awards                               | Melhor Diretor                                  | Lav Diaz                               |           |
| 2014 | Golden Screen Awards                               | Melhor Roteiro Original                         | Rody Vera Lav Diaz                     |           |
| 2014 | Golden Screen Awards                               | Melhor Estória Original                         | Rody Vera Michiko Yamamoto Raymond Lee |           |
| 2015 | Film Independent Spirit Awards                     | Melhor Filme Estrangeiro                        | Lav Diaz                               |           |
| 2015 | London Film Critics' Circle Awards                 | Melhor Filme de Língua Estrangeira do Ano       | Lav Diaz                               |           |